# Lungarno Guicciardini
Il lungarno Guicciardini è quel tratto della sponda sud dei lungarni fiorentini che va dal ponte Santa Trinita (piazza Frescobaldi) al ponte alla Carraia (piazza Nazario Sauro). Lungo il tracciato si innestano via de' Coverelli, via de' Geppi e la piazza degli Scarlatti. 

## Storia
Anticamente gli affacci dei palazzi sul fiume consistevano in orti, giardini, rimesse, ambienti di servizio e scuderie, con le facciata prencipali sulle strade interne, come via Santo Spirito. verso il 1512, con il ristabilirsi del governo mediceo, vennero avviati una serie di lavori in questo tratto di lungarno per la sua lastricatura. In quel periodo si iniziò a curare maggiormente l'affaccio sul fiume, ma solo nel XIX secolo esso divenne di maggiore importanza, col ribaltamento in alcuni casi degli ambienti nobiliari delle residenze, in favore del fiume. 
La denominazione della strada, detta anticamente "via d'Arno", è in riferimento recente alle proprietà della famiglia Guicciardini che segnano con la loro presenza il tratto, ma che in parte e per lungo tempo - assieme al palazzo oggi segnato con il numero civico 1 - furono dei Capponi, per cui originariamente la strada fu detta lungarno Capponi. Questa premessa lascia intendere come la via sia caratterizzata da edifici di lunga storia e di notevole rilievo architettonico, nel corso dell'Ottocento destinati ad alberghi di fama internazionale frequentati da illustri stranieri, per cui il lungarno fu in questo periodo luogo di incontro della nobiltà e della ricca borghesia mitteleuropea, inglese e americana. 
Nella seconda metà dell'Ottocento lo sviluppo di ulteriori alberghi di lusso concentrati nel lungarno degli Acciaiuoli - favoriti da maggiore luce e più prossimi al centro storico - portò al ridimensionamento della fama della zona.

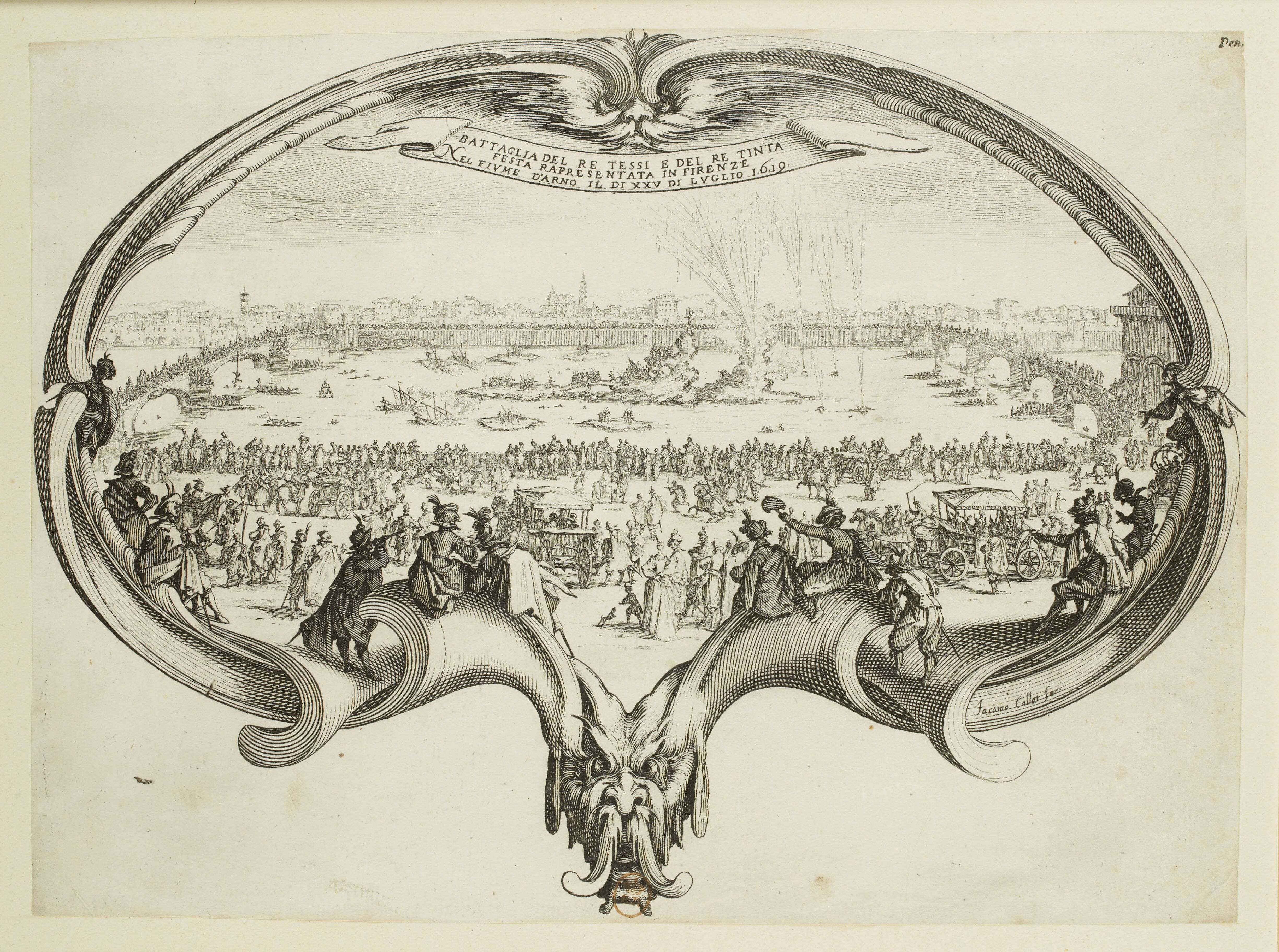
Veduta di questo tratto d'Arno durante un festeggiamento in una stampa di Jacques Callot (1612-1620 circa)
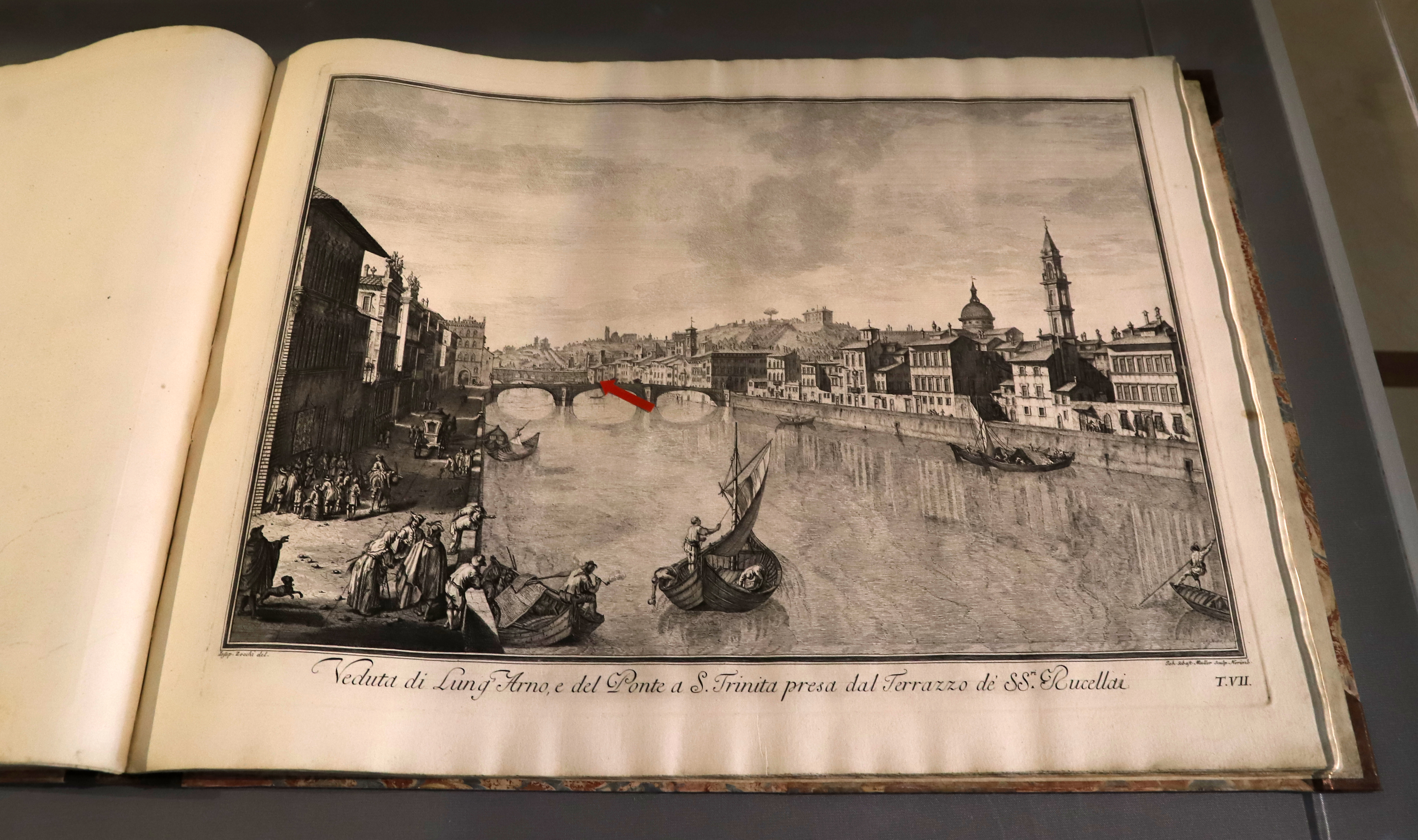
Giuseppe Zocchi e Johann Sebastian Müller, Veduta di lung'Arno e del ponte SS. Trinita... (1744)
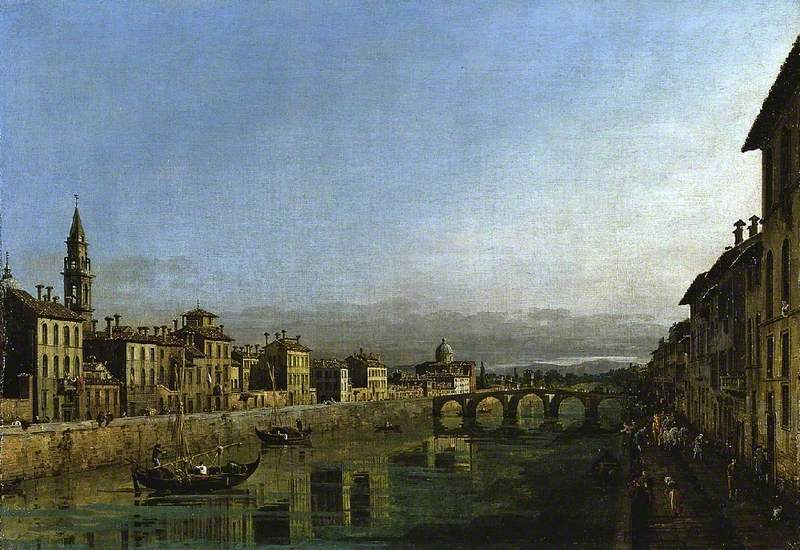
Bernardo Bellotto, Il fiume Arno col ponte alla Carraia (1745)
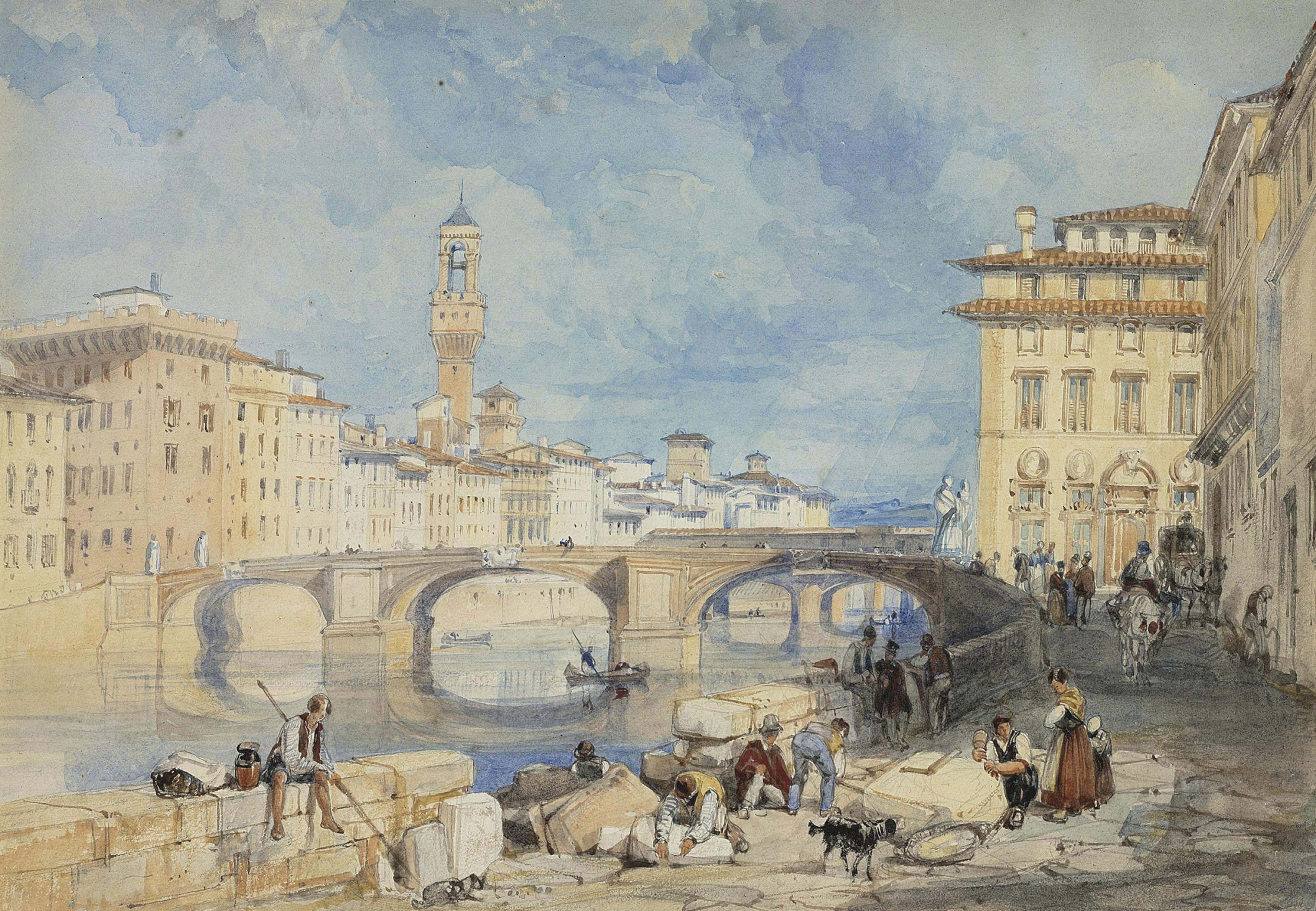
James Duffield Harding, Ponte Santa Trinita in Florence (1863)

## Descrizione
Lungarno Guicciardini è caratterizzato da numerosi palazzi nobiliari, spesso dotati di affacci panoramici sul fiume. Attualmente, pur conservando la bellezza delle architetture poste in fregio al tracciato, il lungarno è scarsamente frequentato come luogo di passeggio, mentre è decisamente cresciuto il traffico automobilistico, essendo stato individuato come arteria fondamentale con direzione dal centro verso Firenze ovest. La carreggiata è asfaltata e fornita di marciapiedi in pietra, il lato interno destinato alla sosta dei veicoli.
Vi si affacciano il Palazzo Bardi-Guicciardini (n. 7), che dà il nome al lungarno, il palazzo Capponi-Vettori (1), il palazzo Lanfredini (9), il palazzo Adami Lami (17), il palazzo Coverelli e il palazzo Medici-Soderini (21). Nell'androne di quest'ultimo una targa ricorda l'amicizia dei Soderini con santa Caterina da Siena. Al 19 ha sede la maison Enrico Coveri, che ospita anche una galleria d'arte.
Accanto al ponte Santa Trinita fa da sfondo alla via il palazzo della Missione.

### Edifici
| Immagine | N°    | Nome                        | Descrizione |
| -------- | ----- | --------------------------- | --- |
|          | 1     | Palazzo di Ludovico Capponi | Nel Cinquecento era qui una casa dei Vettori, e vennero ad abitare dopo il contrastao matrimonio Maddalena Vettori e Ludovico Capponi. Quest'ultimo promosse importanti lavori, consacrando l'edificio al suo periodo di maggiore splendore. Altri ampliamenti si susseguirono poi alla fine del Cinquecento e nella seconda metà del Seicento. Sul finire del XVII secolo passò per via ereditaria ai Riccardi, quando fu di nuovo ristrutturato- Dopo altri passaggi di proprietà, divenne un lussuoso Hotel con vari nomi Susseguitisi negli anni. È difficile determinare la data esatta del raddoppio della facciata sul lungarno, ma il completamento dovette avere luogo poco prima del 1880, quando si passò da quattro a otto assi, fu costruito un secondo balcone simile al primo, e fu tinto tutto l'intonaco con un colore rosso mattone, che a Firenze non si era mai visto, colore che ancora questo affaccio oggi mantiene. |
|          | 9r    | Palazzo Coverelli           | Costruito attorno alla metà del Quattrocento dalla famiglia Coverelli, l'edificio fu acquistato - forse già ai primi del Cinquecento - dai Capponi, proprietari di altri edifici sulla via. All'inizio del Seicento è documentato come passato ai Minucci, poi venduto nel 1644 ai Vettori, nel 1829 ai Martellini, quindi nel 1874 ai Modigliani e nel 1921 ai Barocchi. Restaurato con cura da questi ultimi, è stato nuovamente interessato da interventi di ripristino dopo il 1945, per risarcirlo dai danni subiti durante la seconda guerra mondiale. Il palazzo prospetta sul lungarno con un breve fronte a tre assi, contrassegnato da un bugnato al piano terreno e da un loggiato nella parte più alta; sulla cantonata si trovano i nastri di uno stemma non più in sito. |
|          | 7     | Palazzo Bardi Guicciardini  | In origine alcune case in questo sito appartenevano alla famiglia Capponi, che furono confiscate dai Medici dopo la seconda congiura dei Pucci del 1575, che vedeva tra i responsabili Roberto Capponi. La proprietà fu quindi data un anno dopo a un fedele della causa medicea, Pandolfo de' Bardi di Vernio, che con l'occasione trasformò il complesso in un grande palazzo, rivolto verso via Santo Spirito, mentre verso il lungarno si estendevano orti e rimesse. La famiglia Bardi tenne il palazzo fino all'estinzione nel 1810, quando morì l'ultimo conte Pier Maria e i beni passarono in via ereditaria alla famiglia Guicciardini, al ramo detto poi "del Lungarno". Sul fronte che guarda al lungarno è infatti uno scudo con l'arme dei Guicciardini (qui senza smalti, a tre corni di caccia, ordinati l'uno sull'altro). In quel periodo Ferdinando Guicciardini fece ampliare la facciata sul lungarno raddoppiandone la lunghezza, da tre a sei assi. Pochi decenni dopo, suo figlio Carlo incaricò Giuseppe Poggi di ristrutturare completamente il palazzo a partire dal 1840. L'ingresso principale venne così spostato sul Lungarno e la facciata ingrandita ulteriormente (a sette assi), con l'aggiunta di un secondo portone simmetrico a quello originario; il balcone già esistente venne allungato e fu creato un androne ampio abbastanza per il transito delle carrozze. Il piccolo ma interessante giardino pensile, visibile dal fiume, si presenta ancora oggi secondo il disegno romantico dotagli nel XIX secolo. |
|          | 9-11  | Palazzo Lanfredini          | Il palazzo risulta eretto nei primi del Cinquecento da Lanfredino di Jacopo d'Orsino Lanfredini, gonfaloniere di giustizia nel 1501, in un'area dove già esistevano case di proprietà della famiglia forse interessate da lavori di unificazione negli anni trenta del secolo precedente. Nonostante i molti restauri dei quali è stato oggetto, l'edificio mostra una facciata che ancora rileva il suo originario assetto, riconducibile a un progetto di Baccio d'Agnolo, già ricordato da Giorgio Vasari in relazione a questo cantiere che, presumibilmente, dovette essere aperto attorno al 1512. La particolarità della facciata è rappresentata dalla decorazione a graffito, che riproduce un bugnato al pian terreno, mentre al piano superiore si hanno figure grottesche e stemmi. Vasari attribuisce queste opere a Andrea di Cosimo Feltrini. Pur con evidenti le tracce degli interventi di integrazione e gli ampi rifacimenti, la porzione superiore si può valutare come fedele all'originale. Successivamente l'edificio divenne proprietà dei Benini e ridotto a rinomato albergo. Negli anni 1970 il palazzo apparteneva a una comproprietà, nell'ambito della quale si segnalava la presenza dello scrittore e storico inglese sir Harold Acton. Quest'ultimo lasciò l'ampia porzione di sua proprietà già occupata dalla propria biblioteca al British Institute of Florence, che qui ha la propria sede. |
|          | 17    | Palazzo Adami Lami          | L'edificio prospetta sul lungarno con un fronte particolarmente articolato, a quattro piani che, partendo dal lato che poi determina la cantonata con via de' Geppi, presenta un corpo a due assi seguito da un corpo centrale leggermente arretrato. Mentre nell'insieme la facciata mostra caratteri che sembrano indicare una riconfigurazione databile al Settecento, quest'ultima porzione ha caratteri pienamente ottocenteschi, con elementi recuperati dal repertorio architettonico quattrocentesco. Dal 2018, nel salone dove ebbe sede la Chiesa riformata svizzera, si riunisce il Lyceum Club Internazionale, fondato nel 1908 quale sede italiana del circolo londinese nato nel 1904, con lo scopo di promuovere lo sviluppo e la conoscenza fra le donne della letteratura, dell'arte, della musica, delle scienze, mediante la promozione di attività sociali e rapporti di scambio internazionali. |
|          | 19-21 | Palazzo Medici Soderini     | Il palazzo fu probabilmente edificato nella sua iniziale configurazione ai primi del Seicento da un ramo della famiglia Medici nel luogo dove sorgevano antiche case dei famiglia Soderini. Ulteriormente modificato attorno al 1765 unificando il preesistente immobile con altre tre case, fu acquistato nel 1802 dal possidente e locandiere Antonio Schneiderff che, dal 1805, lo destinò ad uso di locanda, ingrandendolo ulteriormente con ulteriori immobili limitrofi fino a piazza Nazario Sauro. In ragione di tali investimenti il palazzo, con la denominazione di Albergo Schneiderff, divenne nella prima metà dell'Ottocento uno dei più accreditati hotel fiorentini, frequentato in modo particolare da una variegata clientela di viaggiatori stranieri. Oggi è per una porzione sede dell'azienda di moda Enrico Coveri, per il restante ospita alcuni uffici e abitazioni private. |

### Tabernacoli

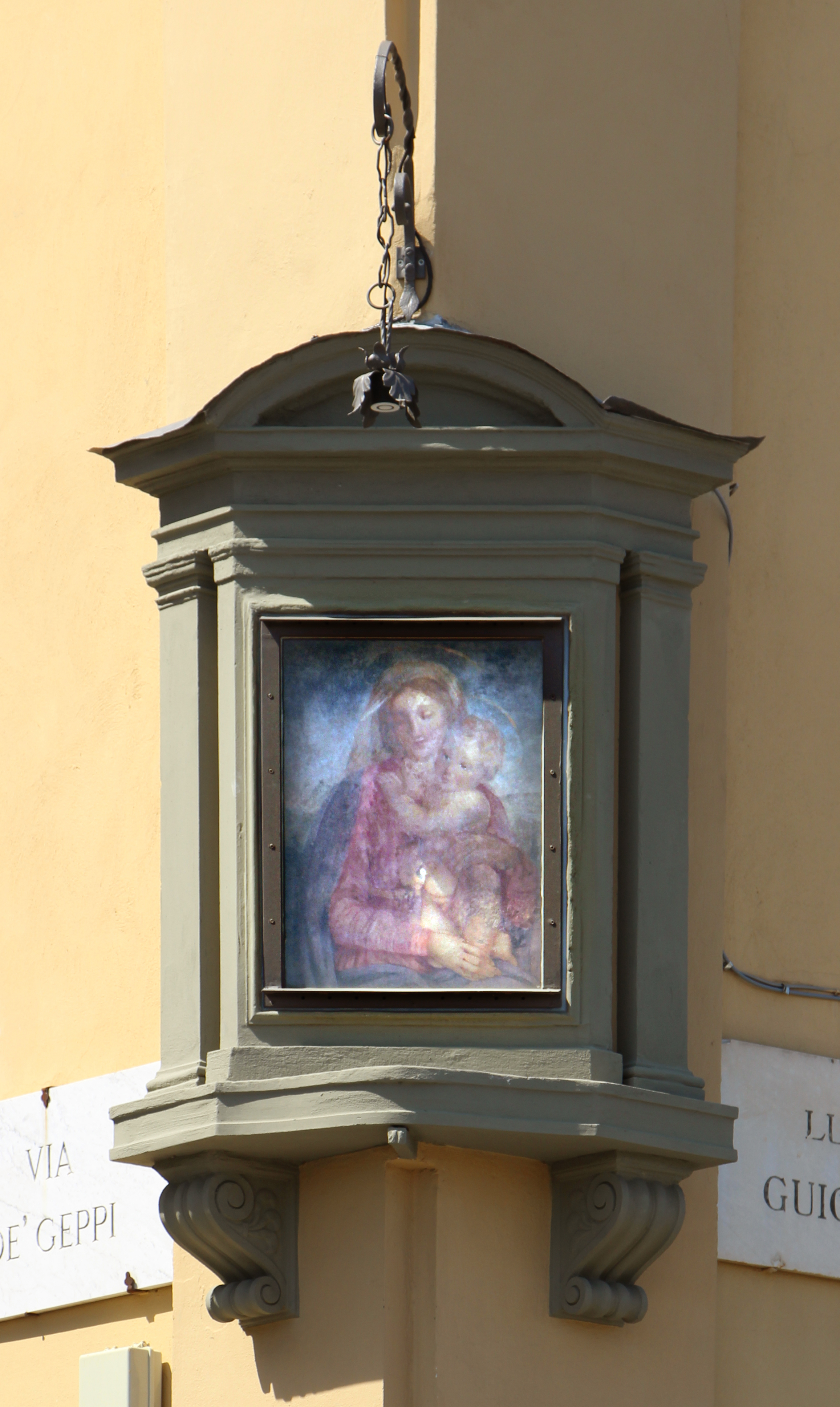
Tabernacolo in angolo con via dei Geppi

Sull'angolo con via de' Geppi è un tabernacolo con edicola settecentesca, racchiudente un dipinto su embrice raffigurante la Madonna con il Bambino, riferito a Domenico Beceri (autore minore del XVI secolo, più probabile del nome di Francesco Granacci sulla targhetta), quale copia antica e specchiata della Madonna Mackintosh di Raffaello. Il tabernacolo è stato restaurato nel 2019 col contributo della Fondazione Adami Lami in memoria dei fondatori Alessandro e Annamaria Adami Lami.

### Lapidi
Su palazzo Lanfredini si legge:
| LE ANTICHE CASE DEI LANFREDINI EBBERO ASSETTO DA BACCIO D'AGNOLO AFFRESCHI DEL POLLAIUOLO DEL PONTORMO DEL VOLTERRANO SCULTVRE DEL SANSOVINO E UN FRONTE DECORATO A GRAFFITO DA ANDREA FELTRINI PER L'ELEZIONE DI PAPA LEONE X FURONO SEDE DI ILLUSTRI MERCATURE RESIDENZA DI PUBBLICI FUNZIONARI ORTO DI PERSONALITÀ ECCLESIASTICHE MD · MM |

Nell'androne al 21 di palazzo Medici Soderini una lapide ricorda gli illustri ospiti del palazzo:
| IN QUESTO PALAGIO CHE LA STORICA CASATA DEI SODERINI ERESSE ED ABITÒ SOGGIORNAVA LUNGO L'ANNO MCCCLXXVII SANTA CATERINA DA SIENA ARDIMENTOSA ZELATRICE DI PACE TRA PAPA GREGORIO II E LA REPUBBLICA DI FIRENZE QUI STESSO IN PIÙ PROSSIME ETÀ DOMINATORI DELL'ARTE E DEI POPOLI RAFFAELLO,NAPOLEONE I,WALTER SCOTT,LORD BYRON EBBERO SUCCESSIVA TEMPORANEA DIMORA _____..._____ |